# わがままチャック
「わがままチャック」は、キャプテンストライダムの楽曲。2008年1月23日にソニー・ミュージックアソシエイテッドレコーズからメジャー8thシングル（通算9作目）として発売された。

## 解説
前作『LONE STAR』から約11ヶ月ぶりのリリースで、ライブ映像作品『LIVE IN SHIBUKO "BIG BAN BUZZ"』と同時発売。
本作ではプロデューサーにスティーヴ・ジョーダンを迎え、バンド初の海外（ニューヨーク）レコーディングを行った。
初回仕様として特別ジャケット（特殊ホログラムコーティング仕様）が封入されている。

## 収録曲
| 全作詞・作曲: 永友聖也。 |                                                 |           |            |                               |      |
| #                        | タイトル                                        | 作詞      | 作曲・編曲 | 編曲                          | 時間 |
| 1.                       | 「わがままチャック」                            | 永友聖也  | 永友聖也   | Steve Jordan Captain Straydum | 4:15 |
| 2.                       | 「CHERRY BOY」                                  | 永友聖也  | 永友聖也   | Steve Jordan Captain Straydum | 4:46 |
| 3.                       | 「帰れやしないぜ (Live at SHIBUKO 2007.03.18)」 | 永友聖也  | 永友聖也   | キャプテンストライダム        | 3:20 |
| 合計時間:                | 合計時間:                                       | 合計時間: | 12:21      |                               |      |

## 曲の解説
1. わがままチャック
テレビ東京系『ゴッドタン』2008年1月〜3月度エンディングテーマ。
永友のダイオキシン研究員時代に経験したことを元にしている[2]。
ミュージック・ビデオは制作されているが、ソフト化されていない。
2. CHERRY BOY
タイトルは「童貞」の意で、抑えられないリビドーを表現した楽曲[3]。発売に先駆け、1月2日に着うたと着うたフルの先行配信が開始された[4]。
歌詞にビートルズの楽曲「TICKET TO RIDE」「LET IT BE」が登場する。
3. 帰れやしないぜ (Live at SHIBUKO 2007.03.18)
3rdアルバム『BAN BAN BAN』収録曲のライブ音源で、同日に発売された映像作品『LIVE IN SHIBUKO "BIG BAN BUZZ"』収録の映像を音源化したもの。同作からの音源化は他に『ベストロリー』収録の「GOOD HARVEST」がある。

## 収録アルバム
わがままチャック
- 音楽には希望がある
- ベストロリー

CHERRY BOY
- 音楽には希望がある
- ベストロリー